# Теннисный стадион Бостада
Теннисный стадион Бостада (швед. Båstads tennisstadion) — теннисный комплекс в городе Бостаде, в Швеции. С момента открытия этот спортивный центр является местом проведения ежегодного мужского турнира серии ATP-250 - Открытого чемпионата Швеции по теннису. С 2009 года здесь проводится ежегодный женский турнир. Теннисный стадион вмещает 5000 зрителей.

## История

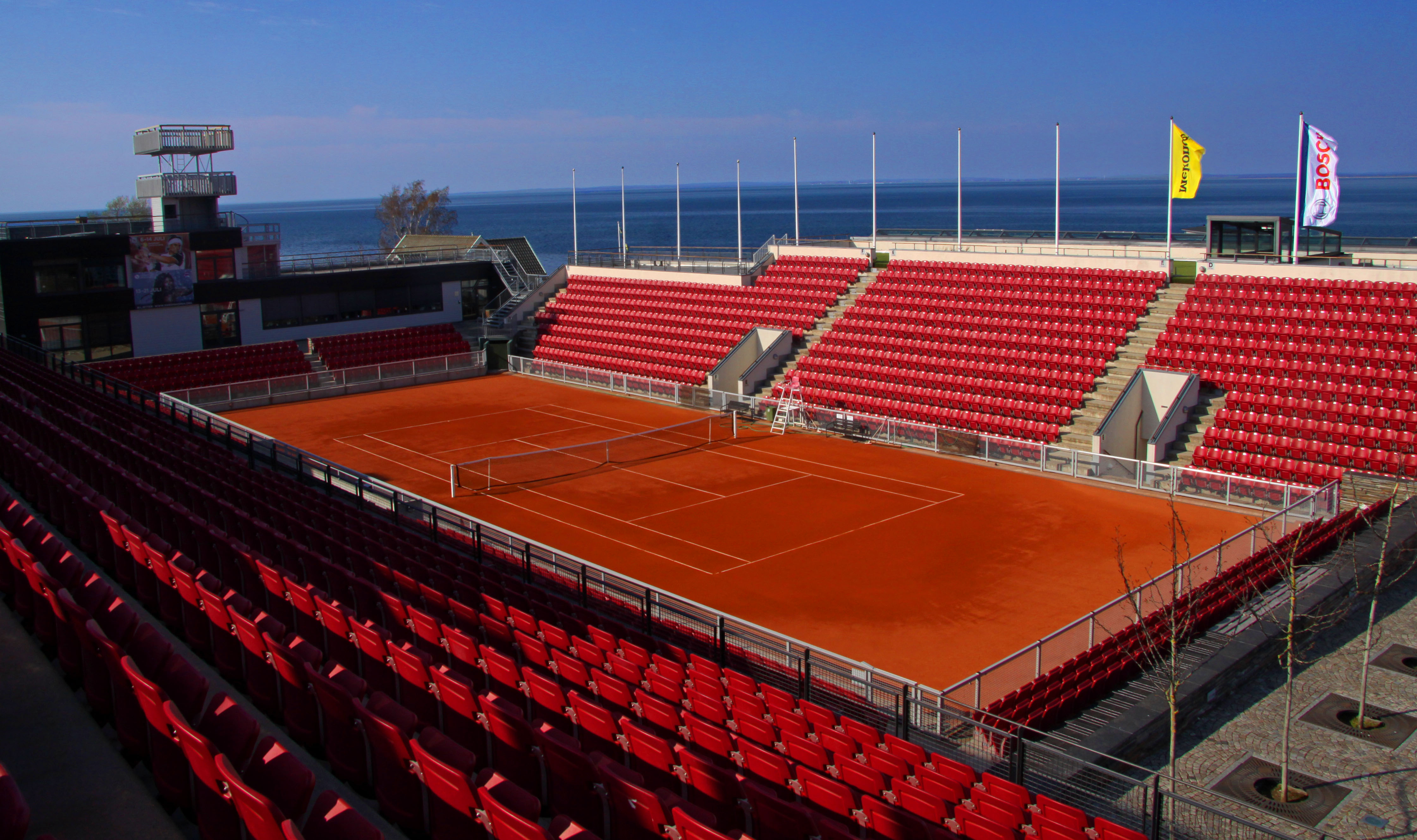
Стадион в Бостаде

Историю теннисного стадиона в Бостаде можно проследить с 1907 года, когда на этом месте были возведены первые теннисные корты. В 2001 году теннисный стадион был реконструирован.

## Спортивные соревнования
Теннисные соревнования
- Кубок Дэвиса
- Кубок Билли Джин Кинг
- Открытый чемпионат Швеции по теннису